# Max Stromeyer

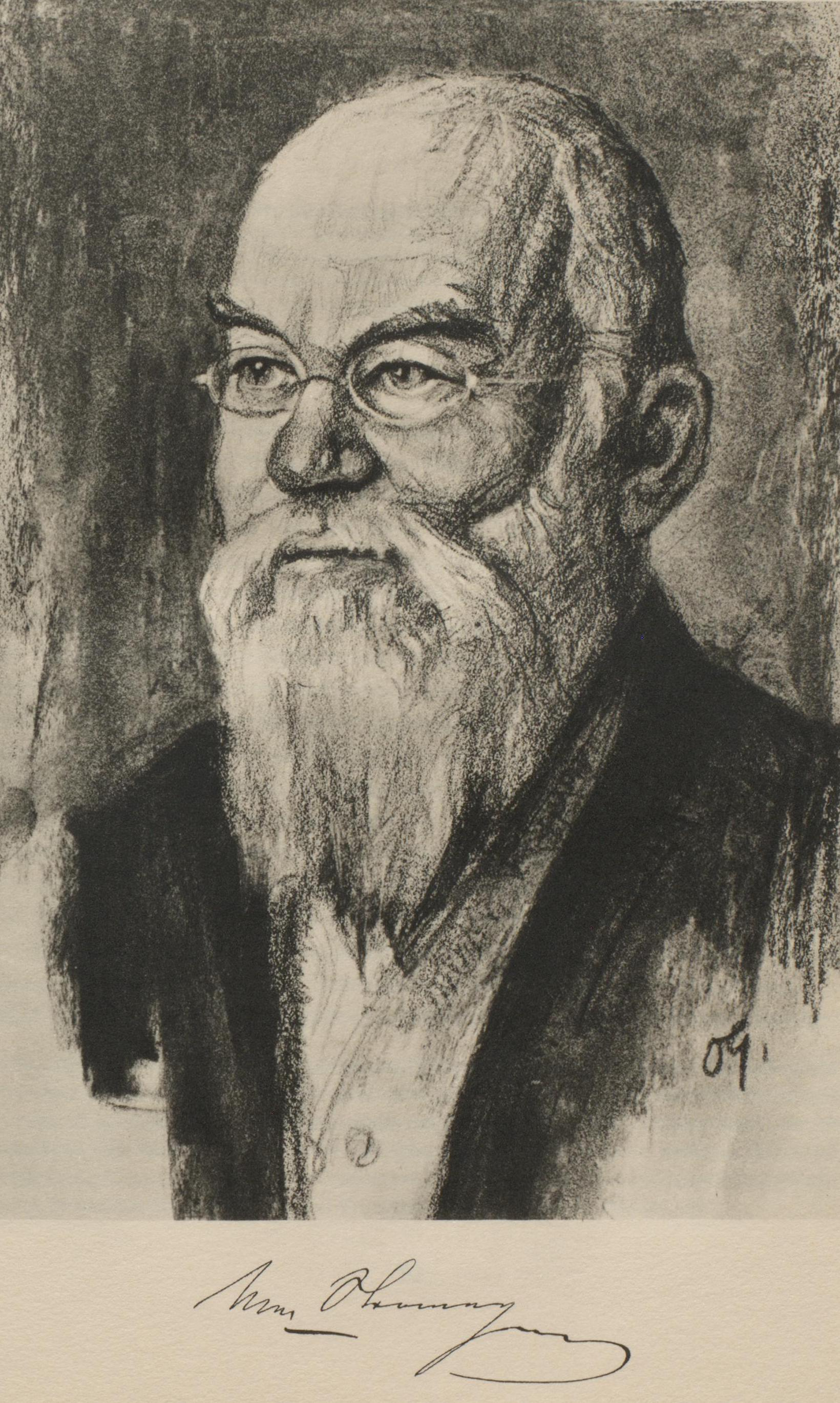
Max Stromeyer

Max Stromeyer, vollständiger Name: Maximilian Karl Matthäus Stromeyer (* 6. Mai 1830 in Konstanz; † 17. März 1902 ebenda) war von 1866 bis 1877 Oberbürgermeister der Stadt Konstanz.

## Leben
Stromeyer besuchte das Gymnasium in Konstanz. Nach verschiedenen Ausbildungsstationen wurde er Steueräquator in Pfullendorf. 1865 ging er als Stiftungsverwalter nach Konstanz, wo er am 11. Oktober 1866 zum Bürgermeister gewählt wurde. Als Liberaler unterstützte er maßgeblich die Reform- und Modernisierungspolitik. In seiner Amtszeit gab es einen Bauboom; es wurde unter anderem die Konstanzer Seestraße und der Hafen gebaut. Es wurden die Eisenbahnlinien Konstanz-Romanshorn (1871) und Konstanz-Winterthur (1875) eröffnet. In seiner Amtszeit wurde Konstanz 1868 Standort der Garnison des 6. Bad. Inf.-Regiments Nr. 114. 1875 eröffnete das Inselhotel in den mittelalterlichen Mauern auf der Dominikanerinsel.
Stromeyer war in seiner Funktion als (katholischer) Bürgermeister Mitglied der katholischen Stiftungskommissionen in Konstanz. Da er seine Funktion nicht im Sinne des Erzbischöflichen Ordinariats in Freiburg erfüllte und dadurch Schulen und Stiftungen, insbesondere der vermögenden Spitalstiftung Konstanz, der katholischen Trägerschaft entzogen wurden, kam es zu einem öffentlichen Disput von landesweiter Aufmerksamkeit, insbesondere mit dem Bistumsverweser Lothar von Kübel. Hintergrund war die Neuregelung des Stiftungsgesetzes 1870 über die Verwaltung der weltlichen katholischen Stiftungsvermögen. Mit Beschluss vom 14. Februar 1869 des erzbischöflichen Kapitel-Vikariates aus Freiburg wurde er von den „kirchlichen Gemeinschaftsrechten und dem Empfang der heiligen Sakramente“ ausgeschlossen (Kleine Exkommunikation). Ein Strafverfahren seitens der Badischen Staatsbehörde wurde geführt, ein eindeutiges Urteil erging in dem Streit jedoch nicht.
Am 4. April 1877 wurde Otto Winterer vom Bürgerausschuss der Stadt Konstanz als Nachfolger des zurückgetretenen Max Stromeyer zum neuen Oberbürgermeister gewählt.
Seit 1878 gründete Stromeyer mehrere Bank- und Speditionsfirmen, die jedoch sämtlich nach kurzer Zeit scheiterten. Als vierte Firma gründete Stromeyer 1878 die Kommanditgesellschaft M. Stromeyer Lagerhausgesellschaft, der eine längere Existenzdauer beschieden war. Nach Stromeyers Tod 1902 übernahm der vorherige Prokurist Wilhelm Stiegeler die Firma.

## Gedenken
Stromeyer war Mitbegründer des Vereins für Geschichte des Bodensees und seiner Umgebung und der Konstanzer Freimaurerloge. 
Er ist Namensgeber der Max-Stromeyer-Straße in Konstanz. Sein Grab befindet sich auf dem Hauptfriedhof Konstanz.